# Lol (음악 그룹)
lol-엘오엘-(lol-エルオーエル- 에루오에루[*])은 일본의 5인조 혼성 그룹이다. 2015년 8월 12일에 싱글 ‘fire!’로 데뷔하였다. 공식 팬클럽 이름은 ‘lolol -laugh out loud over lap-’이다.
2014년 9월에 결성된, TRF와 AAA에 이은 에이벡스 트랙스의 남녀 혼성 댄스 · 보컬 그룹이며, 멤버 모두가 댄스와 보컬을 담당하고 있다. 그룹 이름은 ‘laugh out loud’의 첫글자들을 딴 영어권의 인터넷 속어에서 유래하였으며 ‘소리를 올려서 웃다’라는 의미가 있다. 사람들이 미소지을 수 있는, 사람을 감동시키는 그룹이 되겠다는 의미가 담겨져 있다. 팬덤명은 ‘lol family’이며 줄여서 ‘엘패미(エルファミ)’라고도 하며, 또는 ‘lolol’이라고도 한다.
2025년 6월 1일에 단독 라이브를 끝으로 그룹을 해산했다.

## 구성원
| 이름            | 소개 |
| --------------- | --- |
| 사토 유스케     | - 이름 : 사토 유스케(佐藤友祐) - 생년월일 : 1996년 6월 11일(29세) - 출신지 : 일본 홋카이도 - 혈액형 : O형 - 색상 : 빨강                                          |
| 코미야마 나오토 | - 이름 : 코미야마 나오토(小見山直人 고미야마 나오토[*]) - 생년월일 : 1994년 9월 18일(30세) - 출생지 : 일본 오사카부 - 혈액형 : B형 - 포지션 : 리더 - 색상 : 파랑 |
| moca            | - 본명 : 아사다 모카(浅田萌花) - 생년월일 : 2001년 2월 13일(24세) - 출신지 : 일본 오사카부 - 혈액형 : O형 - 색상 : 초록                                          |
| hibiki          | - 본명 : 코케츠 히비키(纐纈響 고케쓰 히비키[*]) - 생년월일 : 1997년 8월 3일(27세) - 출신지 : 일본 아이치현 - 혈액형 : A형 - 색상 : 분홍                          |
| honoka          | - 본명 : 아오키 호노카(青木ほのか) - 생년월일 : 1996년 8월 26일(28세) - 출신지 : 일본 오사카부 - 포지션 : 랩 - 혈액형 : B형 - 색상 : 노랑                        |

## 활동
공식 사이트의 뉴스, 일정를 참조아여 서술하였다.

### 2014년: 결성 및 첫 등장
- 9월 23일,  나고야 TV 방송이 제작하고 TV 아사히에서 방영하는 TV 애니메이션 “트라이브 쿨 크루”의 제작 발표 기자회견에서 첫 등장하였다.
- 9월 28일, 테마 곡과 실사 부분의 내비게이터를 담당하는 “트라이브 쿨 크루”가 방송을 시작했다.
- 11월 16일, 공식 TwitCasting 계정으로 ‘lolo’ 서비스를 시작하였다.

### 2015년: CD 데뷔,fire!,ladi dadi
- 5월 30일, 도쿄 이케부쿠로 PARCO 니코부쿠로 스튜디오에서 8월 12일에 싱글 ‘fire!’로 에이벡스에서 CD 데뷔하는 것과 동시에 멤버가 전국을 순회하여 미니 라이브나 특전회 등을 여는 ‘lol live circuit 2015~fire!~ ’의 개최하다는 내용을 발표하였다. 니코니코 생방송에서 실시간 라이브를 하였다.
- 5월 31일, CD 데뷔를 기념한 미니 라이브 투어 ‘lol live circuit 2015~fire!~ ’를 개최하였으며, 8월 10일에 모든 장소에서 종료하였다.
- 8월 2일, 아이튠즈 외에 디지털 한정으로 ‘fire! -debut edition-’을 선행 공개하였으며, 8월 12일에 첫 번째 싱글 ‘fire!’로 에이벡스에서 CD 데뷔하였다.
- 8월 15일, 사토 유스케가 출연하는 dTV 오리지널 드라마 “진격의 거인 반격의 봉화”가 서비스를 시작하였다.
- 8월 23일, ‘a-nation stadium fes.’ 오사카 공연에서 첫 오리지널 굿즈를 판매하였다.
- 10월 1일, 아메스타에서 ‘lol studio’의 방영이 시작되었으며 전용 어플을 통해서 시청가능하다. 하라주쿠 AmebaFRESH!Studio 보관됨 2016-02-01 - 웨이백 머신에서 방송을 보는 것도 가능하다. 또, 방송 중에 두 번째 싱글 ‘ladi dadi’의 발매가 결정되었으며 발매 기념 투어 제2탄인 ‘lol live circuit 2015-2016~ladi dadi~’ 개최도 발표되었다.
- 10월 2일, 음악 어워드 “MTV VMAJ 2015”에서 특별 부문 Next Break Artist상 후보에 오른다.
- 10월 10일, 두 번째 싱글 “ladi dadi” 발매 기념 미니 라이브 투어 ‘lol live circuit 2015-2016~ladi dadi~’를 개최한다.
- 11월 20일, ‘제57회 빛난다! 일본 레코드 대상 신인상’ 후보에 오른다.
- 12월 30일, 제57회 일본 레코드 대상에서 데뷔 곡 ‘fire!’로 신인상을 수상한다.

### 2016년:ladi dadi발매,spank!!,bye bye,xmas kiss
- 1월 27일, 두 번째 싱글 ‘ladi dadi’를 발매한다.
- 1월 30일, 첫 단독 라이브 ‘lol-エルオーエル- live 2016’ 개최를 발표하였다.
- 2월 15일, 공식 팬 클럽 ‘lolol’이 시작되었다[6].
- 5월 4일, 첫 단독 콘서트 “lol-エルオーエル- live 2016”가 도쿄 LIQUIDROOM에서 행해진다[7].
- 6월 29일, 세 번째 싱글 “spank!!”를 발매하였다.
- 7월 25일, “spank!!”가 “민방 라디오 101국 리우데자네이루 올림픽 통일 방송”의 주제가로 활약하였다.
- 10월 26일, 라이브 투어 “lol live tour 2016【101】”가 도쿄 아카사카 BILZ에서 시작하였다[8].
- 10월 29일, 라이브 투어 “lol live tour 2016【101】”의 오사카 amHall 공연이 행해진다.
- 10월 30일, 라이브 투어 “lol live tour 2016【101】”의 아이치 DIAMOND HALL 공연이 행해졌으며, 세 번의 공연이 모두 종료되었다.
- 12월 14일, 네 번째 싱글 ‘bye bye’와 디지털 싱글 ‘xmas kiss’를 발매하였다[9][10].

### 2017년:party up!!,boyfriend / girlfriend,lolol,보고 싶은 마음/nanana
- 2월 14일, 디지털 싱글 ‘party up!!’을 발매하였다.
- 4월 19일, 첫 더블 A면 싱글인 다섯 번째 싱글 ‘boyfriend / girlfriend’를 발매하였다.
- 5월 6일, 첫 전국 투어 “lol live tour 2017 -lolz-”가 홋카이도 cube garden에서 시작되었다.
- 7월 29일, 전국 투어 “lol live tour 2017 -lolz-”가 도쿄 duo MUSIC EXCHANGE에서 파이널을 맞이한다.
- 8월 2일, 첫 번째 음반 “lolol”를 발매하였다.
- 12월 6일, 더블 A면 싱글인 여섯 번째 싱글 ‘보고 싶은 마음/nanana’를 발매하였다[11].

### 2018년:잊을 수 없어,love & smile,lml
- 3월 21일, 더블 A면 싱글인 일곱 번째 싱글 ‘ice cream/잊을 수 없어’를 발매하였다.
- 7월 11일, 여덟 번째 싱를 ‘love & smile’를 발매하였다.
- 10월 31일, 두 번째 음반 “lml”을 발매하였다.

### 2019년:이별의 계절/lolli-lolli,brave up!! feat.DJ KOO
- 3월 20일, 더블 A면 싱글인 아홉 번째 싱글 ‘이별의 계절/lolli-lolli’을 발매하였다.
- 7월 31일, 디제이 쿠가 피처링한 열 번째 싱글 ‘brave up!! feat.DJ KOO’를 발매하였다.

### 2020년:lightning,work it out
- 3월 18일, 세 번째 음반 “lightning”을 발매하였다.
- 8월 12일, 열한 번째 싱글 ‘work it out’을 발매하였다.

### 2025년: 해산
- 4월 14일, 공식 SNS를 통해 6월 1일 열리는 단독 라이브를 끝으로 해산하기로 결정했다고 밝혔다.
- 6월 1일, 단독 라이브를 끝으로 그룹을 해산했다.